# Lambert Zauner
Lambert Zauner (* 11. Oktober 1885 in Kematen an der Krems; † 3. August 1950 in Wels) war ein österreichischer Benediktiner und von 1932 bis 1946 Abt des Stiftes Lambach.

## Leben
Zauner besuchte das Stiftsgymnasium Kremsmünster und trat 1907 als Novize in das Stift Kremsmünster ein. Er studierte in St. Florian Theologie und wurde 1912 zum Priester geweiht. Danach war er Novizenmeister und Kustos der Stiftskirche, bis er 1932 als Koadjutor in das Stift Lambach versetzt wurde, dessen Abt Cölestin Baumgartner aus Altersgründen zur Amtsführung nicht mehr in der Lage war. Nach dessen Tod 1934 wurde er auch nominell Abt.
Trotz der schwierigen Umstände infolge der Weltwirtschaftskrise konnte er die hohen Schulden des Klosters abbauen und die Stiftskirche restaurieren lassen. Nach der Aufhebung des Stiftes durch die staatlichen Behörden 1941 wurde er gauverwiesen und ging nach Oberegg bei Mindelheim. Das Kloster wurde währenddessen von Stiftspfarrer Benedikt Oberndorfer verwaltet. Nach Kriegsende kehrte Zauner im Oktober 1945 nach Lambach zurück, resignierte aber schon im März 1946 und zog sich nach Kremsmünster zurück. Er starb 1950 im Krankenhaus Wels nach einer Operation.